# U-465
Unterseeboot 465 foi um submarino alemão do Tipo VIIC, pertencente a Kriegsmarine que atuou durante a Segunda Guerra Mundial.

## Comandantes
| Comandante        | Data                                   |
| ----------------- | -------------------------------------- |
| Kptlt. Heinz Wolf | 20 de maio de 1942 - 2 de maio de 1943 |

## Subordinação
Durante o seu tempo de serviço, esteve subordinado às seguintes flotilhas:
| Período                                     | Flotilha                                  |
| ------------------------------------------- | ----------------------------------------- |
| 20 de maio de 1942 - 30 de setembro de 1942 | 8. Unterseebootsflottille (treinamento)   |
| 1 de outubro de 1942 - 2 de maio de 1943    | 6. Unterseebootsflottille (serviço ativo) |

## Operações conjuntas de ataque
O U-465 participou das seguinte operações de ataque combinado durante a sua carreira:
- Rudeltaktik Panzer (23 de novembro de 1942 - 11 de dezembro de 1942)
- Rudeltaktik Raufbold (11 de dezembro de 1942 - 12 de dezembro de 1942)
- Rudeltaktik Landsknecht (19 de janeiro de 1943 - 28 de janeiro de 1943)
- Rudeltaktik Pfeil (1 de fevereiro de 1943 - 8 de fevereiro de 1943)